# Anne Rittenhouse
Harry-dele Hallmark (Pensacola, 30 de agosto de 1867 - Filadelfia, 1 de agosto de 1932) conocida bajo el nombre de Anne Rittenhouse, fue la editora de moda de The New York Times durante varias décadas. CNN la ha descrito como una mujer "legendaria".

## Biografía
Hallmark nació en Pensacola, Florida, hijo de Harrison P. Hallmark y Adele MacAllister Hallmark; su nombre es una combinación del de ellos. Después de la muerte de sus padres cuando aún era "muy joven", se mudó a Augusta, Georgia.
Después de ingresar al periodismo como editora de sociedad de The Augusta Chronicle, Hallmark se mudó a Filadelfia, donde editó Philadelphia Press y Philadelphia Public Ledger. Se unió al McClure Newspaper Syndicate como editora asistente, y finalmente escribió la columna de moda diaria "Lo que lleva puesto la mujer bien vestida" (también conocida como "Lo que llevan puesto las mujeres bien vestidas" y simplemente "Bueno -Dressed Women" y "The Well-Dressed Woman"), que apareció en más de 100 periódicos, incluido el Shanghai Evening Post.
Su trabajo también fue publicado en Ladies' Home Journal y The Saturday Evening Post.